# Урусов, Лев Павлович
Князь Лев Па́влович Уру́сов (1839, Варшава — 1928, Ницца) — русский дипломат из рода Урусовых, внук графа С. С. Уварова.

## Биография
Сын генерала от инфантерии Павла Александровича Урусова (1807—1886) от брака с графиней Александрой Сергеевной Уваровой (1814—1865). Родился в Варшаве 7 (19) января 1839 года.
Окончил Пажеский корпус и в 1857 году был произведён в коллежские секретари Министерства иностранных дел; пользовался покровительством своего дяди А. М. Горчакова.
С 1860 года камер-юнкер, с 1874 года — действительный статский советник. В 1880—1886 годах — посланник в Румынии, в 1886—1897 в Бельгии. C 1891 года был также посланником России в Люксембурге. Посол во Франции (1897—1903), Италии (1903—1905), Австро-Венгрии (1905—1910).
С 1887 года — тайный советник и гофмейстер. В 1900 году был произведён в чин действительного тайного советника; с 1910 года — обер-гофмейстер.
После 1917 года в эмиграции, первый председатель созданного в 1920 году Общества служащих чинов МИД России. Умер в Ницце 28 апреля 1928 года.

## Семья
Был женат (с 12.01.1876, Париж) на Прасковье Александровне Абаза (1852—1928), фрейлине двора, дочери министра финансов А. А. Абазы. Дети:
- Александр (1881—1962), воспитывался в Пажеском корпусе, корнет, в 1910—1914 годах состоял при посольстве в Риме. Умер в эмиграции в Париже.
- Павел (22.12.1889[2]; Брюссель — ?), крестник деда А. А. Абазы, был арестован чекистами и пропал без вести.